# 全国女子ラグビーフットボール交流大会
全国女子ラグビーフットボール交流大会（ぜんこくじょしラグビーフットボールこうりゅうたいかい）は、1988年から2013年まで日本ラグビーフットボール協会（日本女子ラグビーフットボール連盟）が主催していた女子ラグビー大会である。

## 歴史
第1回は12チームが参加して1988年11月3日に駒澤オリンピック公園補助競技場にて開かれた。
第2回は1989年11月23日に、第3回は1990年11月4日に、埼玉ローデムパークラグビー場で開催。
第4回以降は毎年11月23日の江戸川区陸上競技場に固定。
第9回はアメリカからもチームを招待するなど海外のチームとも交流。第14回大会から第19回大会まで、女子小学生を対象とした交流試合を開催するなど、日本の女子ラグビーの普及や底辺拡大をはかった。
第25回（2012年）から、東・西の予選を勝ち抜いたクラブ代表チームの日本一決定戦として実施された。「日本ラグビーフットボール協会会長杯」が設けられ、以下のように日本一のチームを決める40分ハーフの対戦を行うことになった。この会長杯をもとに、2014年から全国女子ラグビーフットボール選手権大会へと刷新することになる。
| 回 | 開催日         | 優勝チーム                 | スコア | 準優勝チーム               | 会場               | 備考        |
| -- | -------------- | -------------------------- | ------ | -------------------------- | ------------------ | ----------- |
| 25 | 2012年11月23日 | 名古屋レディースR.F.C      | 32-7   | 日本体育大学ラグビー部女子 | 江戸川区陸上競技場 | [ 5 ]       |
| 26 | 2013年11月23日 | 日本体育大学ラグビー部女子 | 22-20  | 名古屋レディースR.F.C      | 江戸川区陸上競技場 | [ 6 ] [ 7 ] |

2014年からは全国女子ラグビーフットボール選手権大会に替わり、回数は引き継がれない。